# Мустафаев, Мехти Гасан оглы
Мехти Гасан оглы Мустафаев (азерб. Mehdi Həsən oğlu Mustafayev; 1914, Татлы, Елизаветпольская губерния — 1979, Баку) — советский азербайджанский партийный и государственный деятель.

## Биография
Родился 15 сентября 1914 года в селе Татлы Казахского уезда Елизаветпольской губернии (ныне Агстафинский район Азербайджана).
В 1929 окончил сельскую школу и переехал в Гянджу, где прошёл курс подготовки рабочих. В 1935 году окончил виноградаро-винодельческий факультет Азербайджанского сельскохозяйственного института на специальности «агроном-виноградарь». С 1953 по 1959 год обучался в Высшей Школе Партии в Москве.
С 1934 года работал научным сотрудником на Винодельческой испытательной станции, с июня 1936 года — агрономом в Шемахинском районе.
С 1937 года агроном совхоза № 2 Народного комиссариата пищевой промышленности АзССР (Сафаралиевский район), с 1941 года директор этого же совхоза. В период с 1938 по 1941 год урожайность на виноградных плантациях увеличилась в 2,8 раза, достигнув 60 центнеров с плантации, что было высоким показателем для тех времен.
В сентябре 1941 года по решению госкомиссии отправлен на командировку в иранские города Решт и Пехлеви.
Продолжает трудовую деятельность в 1942 году заместителем председателя политического сектора Наркомпищепрома АзССР. С 1943 заместитель заведующего отделом пищевой промышленности и сельского хозяйства ЦК КП Азербайджанской ССР.
В 1947 году назначен на должность первого секретаря Таузского райкома партии. В 1947 году Таузский район выполнил план, собрав высокий урожай винограда и хлопка. Были показаны особо высокие результаты хлопководства — более 27 центнеров хлопка с гектара. За высокий урожай хлопка троим передовикам районного сельского хозяйства присвоено звание Героя Социалистического Труда и шестерым Орден Ленина.
Указом Президиума Верховного Совета СССР от 10 марта 1948 года, за высокие показатели виноградарства и хлопководства, Мустафаеву Мехти Гасан оглы присвоено звание Героя Социалистического Труда с вручением Ордена Ленина и золотой медали «Серп и Молот».
26 октября 1948 года назначен министром лесного хозяйства Азербайджанской ССР. С мая 1953 по декабрь 1959 года — заместитель министра сельского хозяйства АзССР, с 16 декабря 1959 по 5 октября 1979 года — председатель главного управления лесным хозяйством республики при Совмине АзССР.
Депутат Верховного Совета АзССР.
Скончался 5 октября 1979 года. Похоронен на Второй аллее почётных захоронений.

## Награды
Кавалер ордена Ленина, ордена Трудового Красного Знамени, ордена «Знак Почёта».

## Память
В честь М. Г. Мустафаева возведён монумент в Акстафе. 100-летний юбилей со дня рождения М. Г. Мустафаева был отпразднован в Гяндже и Товузе.

## Комментарии
1. ↑  В 1953 году министерство лесхоза АзССР упразднено.